# Bo Bech
Bo Bech (født 31. marts 1972 i Sundby, Amager) er en dansk kok og restauratør. Bech har drevet restauranterne Paustian (2004-2010) og Geist (2010-2020), hvoraf førstnævnte modtog en michelinstjerne i 2008.
Siden november 2023 har han drevet Restaurant Bobe på Gråbrødre Torv.  27. maj 2024 blev restauranten tildelt en Bib Gourmand i Michelin-guiden.
Bech blev i 2007 landskendt som vært på TV3-programmet Med kniven for struben, der blev sendt i fire sæsoner med Bech som vært. Bech var desuden vært på Kokkekampen i 2009 og Køkkenkrisen i 2013.
Bech blev udlært fra Krogs Fiskerestaurant i 1998 og arbejdede under sin læretid på flere michelinrestauranter i udlandet, herunder Arpège i Paris og Le Gavroche i London. Bech har arbejdet under kokke som Alain Passard, Marco Pierre White, Alain Senderens og Michel Roux Jr. I årene 2000-2004 var Bech køkkenchef i Jan Hurtigkarls restaurant i Ålsgårde.

## Tidlige liv
Bech voksede op på Amager som enebarn med en far og mor, der var henholdsvis politimand og kantinedame.
Som barn var Bech ikke specielt interesseret i madlavning. Bech tog en HH-uddannelse og fik arbejde i en intern reklameafdeling hos en bilimportør.
Efter at have aftjent sin værnepligt i Livgarden var Bech udstationeret som FN-soldat i det tidligere Jugoslavien fra 1992 til 1993. Bech og de andre soldater lavede deres egen mad, og da den ikke smagte godt, begyndte Bech at læse i Frøken Jensens Kogebog. Bech begyndte at stå for maden til de andre, og langsomt blev der vakt en interesse for madlavning hos ham. Bech besluttede, at han ville gå i lære som kok, når han vendte hjem til Danmark.

## Kokkekarriere

### Uddannelse og tidlig karriere
Bech kom i 1994 som 24-årig i lære hos Krogs Fiskerestaurant i København under Frank Lantz og blev udlært som kok i 1998.
De yngre kokkeelever fandt ham anstrengende, men Rasmus Kofoed, der dengang var kok i restauranten, så imidlertid Bech som en dedikeret og flink elev, der gik meget op i sit arbejde.
Under sin uddannelse arbejdede Bech to år i udlandet; et år i Paris på michelinrestauranterne Arpège og Lucas Carton, og et år i London, hvor han arbejdede på michelinrestauranterne The Restaurant (en) og Le Gavroche. I denne periode arbejdede Bech under berømte kokke som Alain Passard, Marco Pierre White (en), Alain Senderens og Michel Roux Jr.
Bech fik huslejen betalt af sine skiftende læremestre i Paris og London, men fik til gengæld ikke løn for sit arbejde.
Mens Bech arbejdede på Le Gavroche, blev han stærkt inspireret af Marco Pierre Whites kogebog White Heat (en). Efter at have drøftet muligheden med Roux besluttede Bech at forsøge at komme i lære hos White. Bech forsøgte i dagevis at få en aftale med White ved at møde op uden for hans restaurant, men blev afvist gang på gang. Bech blev til sidst lukket indenfor til en samtale med det resultat, at han blev ansat med tiltrædelse samme aften.
Under sit grundforløb var Bech i en kort periode bortvist fra kokkeskolen. Bech og resten af hans årgang skulle skaffe penge for at tage til Paris, og som elevrådsformand havde han derfor sendt breve til flere restauranter, hvori han foreslog, at han og de øvrige elever kunne komme på prøve for et mindre tilskud til gengæld. Skolen mente, at Bech dermed havde lagt op til sort arbejde og bortviste ham. Efter protester fra en række af skolens undervisere blev Bech imidlertid taget til nåde og kunne vende tilbage til skolen.
Bech fik arbejde hos Kong Hans Kælder i København, hvor han arbejdede i sin fritid i de sidste fire måneder af sit grundforløb. 
Efter endt grundforløb fik Bech arbejde på Restaurant Marie Louise i Odense, hvor han var i seks måneder under den franske kok Michel Michaud.
Bech tog dernæst til Sverige for at arbejde på restauranten Petri Pumpa i Lund under kokken Thomas Drejing.
Bech var køkkenchef i Jan Hurtigkarls restaurant i Ålsgårde fra 2000 til 2004, hvor han sagde op for at åbne sin egen restaurant. 

### Restaurant Paustian
I 2004 åbnede Bech Restaurant Paustian som forpagter i Paustians Hus i København.
Restauranten blev kendt for sin avantgardistiske mad
og modtog en michelinstjerne i 2008.
Paustians køkkenstil under Bech er i Gastronomisk Leksikon beskrevet som postmodernistisk og dekonstruktiv.
Restaurantens signaturret var "Lameller af avocado med kaviar".
Bech forlod restauranten i 2010,
da han efter eget udsagn ikke fik plads af ejerne til at udvikle restauranten og samtidigt øjnede en mulighed for at åbne en ny.
I oktober 2017 udgav Bech kogebogen What does memory taste like? med minder og opskrifter fra Paustian-tiden.

### Restaurant Geist
I 2010 åbnede Bech Restaurant Geist på Kongens Nytorv med restauratørerne Anders Houmann og Torben Olsen som kompagnoner.
Under Bech var Geist respekteret som et gastronomisk seriøst spisested og fik rosende omtale især i internationale medier.
Restauranten serverer dagligt for mellem 150 og 200 gæster og har omkring 70 ansatte, hvor Paustian serverede for 10 borde og havde 10 ansatte.
Ifølge Bech var rammen for retterne på Geist, at en central ingrediens blev løftet op af en eller to ingredienser, der agerede biroller.
Politikens anmelder Helle Carlsen gav restauranten fem ud af seks kokkehuer i juni 2011 og skrev, at der var tanke og sjæl bag hver en mundfuld,
og i november 2018 tildelte Politikens madskribent David Nielsen restauranten fem ud af seks hjerter og skrev, at køkkenet formidlede Bechs skarpe visioner med teknisk finesse og misundelsesværdig legesyge.
The Guardians madanmelder Jay Rayner (en) kaldte i 2011 sin oplevelse på Geist for meget dyr og ujævn, men roste samtidig restauranten for dens brug af lokale ingredienser i tråd med det nye nordiske køkken.
I oktober 2018 udgav Bech kogebogen In my blood med 100 opskrifter samt arkitekt- og møbeltegninger fra Geist.
Bech stoppede på Geist som køkkenchef og medejer i august 2020, og restauranten fortsatte under restaurantchef Stine Bang og køkkenchef Malte Sørensen.

### Andre projekter
I april 2009 åbnede Bech et 100-kvadratmeter stort bageri i Store Kongensgade 46 i København, som kun solgte én slags surdejsbrød. Surdejsbrødet blev lavet af fuldkornshvedemel og bagt i en særlig italiensk ovn. Indretningen bestod udelukkende af et stort bord, som brødet blev solgt fra.
I 2011 blev bageriet overtaget af Claus Meyer og bygget om for at indgå i Meyers Madhus-kæden.
Ifølge regnskabsårsrapporterne havde Bechs bageri en negativ egenkapital på over en million kroner ved overdragelsen.
I november 2015 lancerede Bech konceptet The Bride of the Fox, der var overskriften for en række pop up-middage i New York City, USA. 
Lignende koncepter er typisk gået ud på, at en restaurant pludseligt åbner i nogle lokaler for en begrænset periode, men i Bechs koncept var kun datoen fastlagt; middagene foregik forskellige steder, blandt andet ved et udlånt bord i en restaurant, på et galleri eller hjemme hos en af Bechs kokkevenner.
Gæsterne blev udvalgt tilfældigt ud fra anmodninger indsendt via Bechs hjemmeside, og de fik først lokationen at vide, når de blev valgt, ligesom de først fik menukortet, når de ankom.
Konceptet skulle skabe grobund for åbningen af en egentlig restaurant i byen. Bech arrangerede i alt 16 pop up-middage i perioden 2015-2017.
I april 2016 åbnede Bech restauranten LouLou på Ny Østergade 20 i Indre By, København.
Berlingskes madanmelder Svend Rasmussen tildelte restauranten fire ud af seks stjerner med et ønske om mere Bo og mindre brasserie, men skrev samtidig, at retterne blev leveret med en usvigelig sikkerhed.
Politikens madanmelder Joakim Grundahl skrev i maj 2016, at flere retter havde grundlæggende fejl. Grundahl var heller ikke begejstret for atmosfæren, som han beskrev som velourpolstret natklubstemning med tunge gardiner og lummerviolet lyssætning.
Restauranten, der ifølge Bech blev helt som ønsket, lukkede efter otte måneder grundet for få gæster.
Berlingske skrev i forbindelse med lukningen, at København blev en god restaurant fattigere. LouLou var indrettet af det danske designstudie Space Copenhagen, som også var ansvarlig for indretningen af Restaurant Geist.
Bech har gæstet diverse restauranter som kok for en eller få aftener. I september 2018 var Bech kok på den franske kok Claude Bosis London-restaurant, Bibendum, for en enkelt aften.
I februar 2020 gæstede Bech den vegetariske restaurant Rutabaga i Sverige og implementerede i den forbindelse sin egen fortolkning af en grøn menu.

## Tv-karriere
I 2007 blev Bech landskendt som vært på TV3-programmet Med kniven for struben. Programmet udsprang af det britiske program Ramsay's Kitchen Nightmares. I programmerne er det Bechs opgave med råd og dåd at hjælpe en restaurant til at forbedre driften. Bech var vært på programmet i fire sæsoner i perioden 2007-2012.
I 2009 var Bech vært på Kokkekampen sammen med madanmelder Søren Frank.
I 2013 var Bech vært på madprogrammet Køkkenkrisen, hvor han lærer trængte familier at lave bedre mad og hjælper dem til sundere madvaner.

## Udmærkelser
- 2004 – Diplom fra Den Danske Kokkeguide[13]
- 2004 – Diplom fra Det Danske Gastronomiske Akademi[c]
- 2007 – En "rising star" fra Michelinguiden[48]
- 2008 – En stjerne fra Michelinguiden[13]
- 2009 – Vinder af Årets Hovedret med "Brissel, hale, kalvebryst og morkler"[49]
- 2010 – Vinder af Årets Dessert med "Cremet vanille med sorte oliven og engelsk lakrids"[50]

## Bogudgivelser
- Bech, Bo (2010-10-29). Kokkeskole. People's Press. ISBN 9788771080292.
- — (2017-10-24). What does memory taste like? [Hvad smager minde som?] (engelsk). Bo Bech Forlag. ISBN 9788797011904.
- — (2018-10-03). In my blood [I mit blod] (engelsk). Bo Bech Forlag. ISBN 9788797011911.
- — (2020). The relation between us (engelsk). Bo Bech Forlag (udgivet 2020-11-18). ISBN 9788797011928.